# Limbiate
Limbiate (v dialektu Limbiàa; latinsky Lemias, Lemiatum)  je italské město v oblasti Lombardie v provincii Monza a Brianza, ležící v západní části provincie, asi 10 km od Milána, do jehož provincie patřilo před rokem 2004. K 31.12.2019 mělo 35 186 obyvatel. 

## Geografie
Místní části a připojené obce jsou Pinzano, Villaggio dei Giovi, Mombello, Villaggio del sole. Západně odtud je chráněné přírodní území Parco delle Groane, jímž teče řeka Lambro, v roce 2010 katastrofálně znečištěná ropnými produkty. Území zůstává pusté, stejně jako trosky někdejšího zábavního centra Greenland. 

## Historie
Město v minulosti nechvalně proslulo největší psychiatrickou klinikou v Itálii, zřízenou po epidemii cholery původně jako oblastní nemocnice.    

## Architektura
- Kostel sv. Jiří - novogotická bazilika z 20. století, na místě staršího kostela; světec je patronem města
- Kostel sv. Františka - barokní stavba ze 17. století
- Villa Pusterla - barokní stavba přiléhající ke kostelu sv. Františka
- Nemocnice - čtyřkřídlá novorenesanční stavba s věžemi z roku 1878 v místní části Mombello; v letech 1878-1978 největší psychiatrická klinika v Evropě,    zde byl 26. srpna 1942 na uzavřeném oddělení opakovanými injekcemi inzulínu zavražděn syn duceho Benito Albino Mussolini[2], který se zřekl otce. Po roce 1945 byly věže stavby sníženy. Po reformě metod psychiatrie roku 1978 byla klinika zrušena a slouží jako běžná nemocnice.

## Obrázky

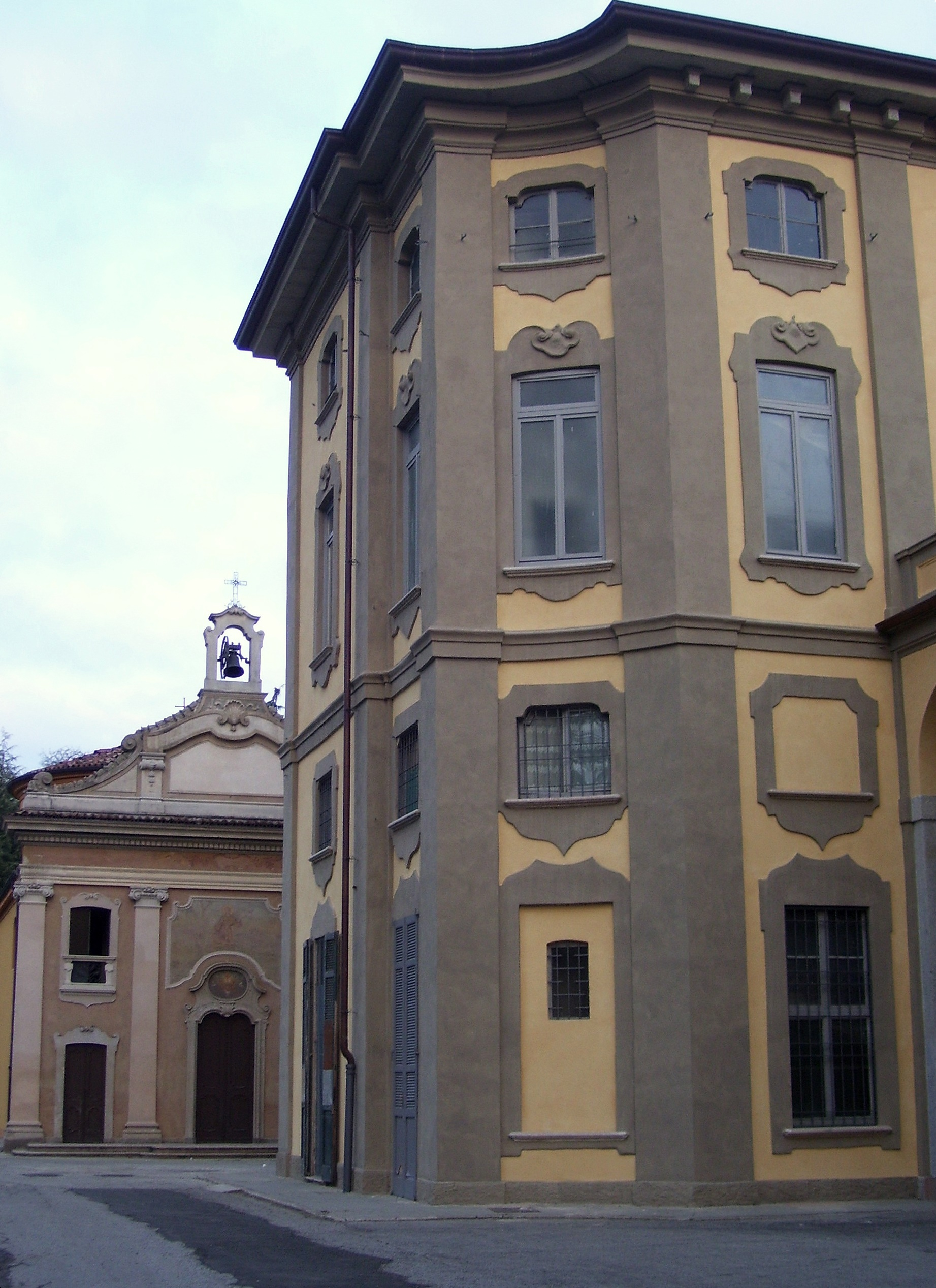
kostel sv. Františka a villa Pusterla
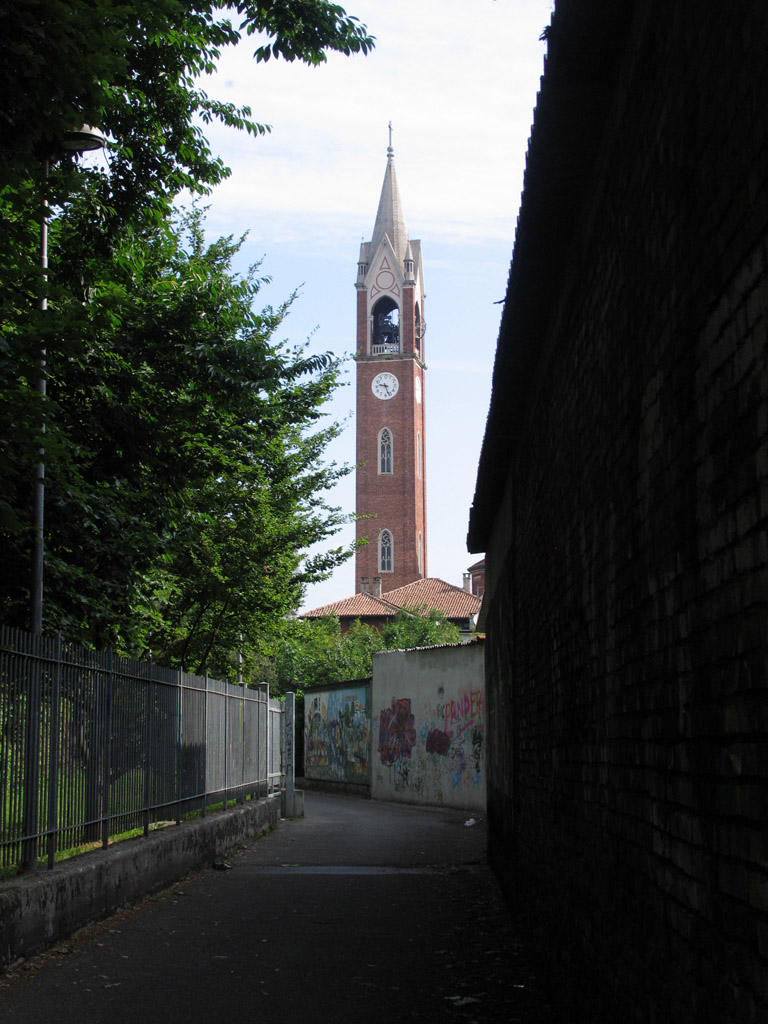
zvonice u sv. Jiří
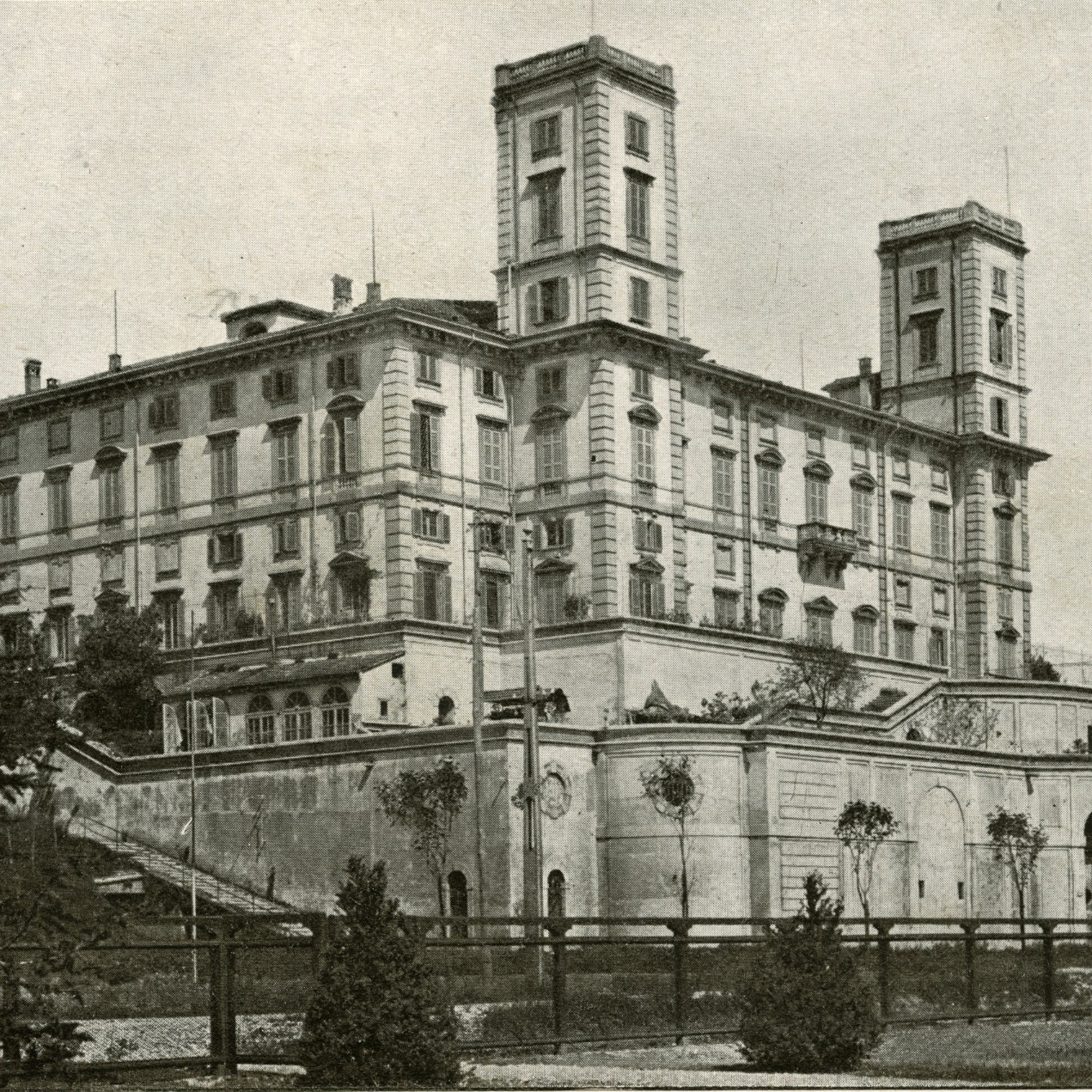
Psychiatrická klinika (stav 1905)
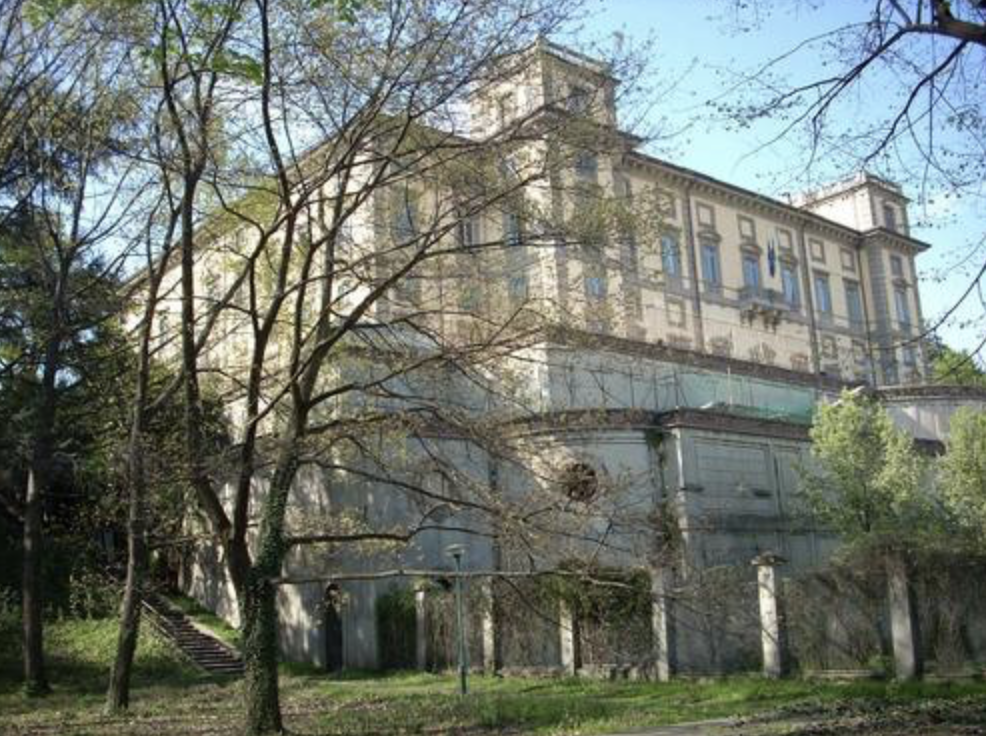
Nemocnice (2009)
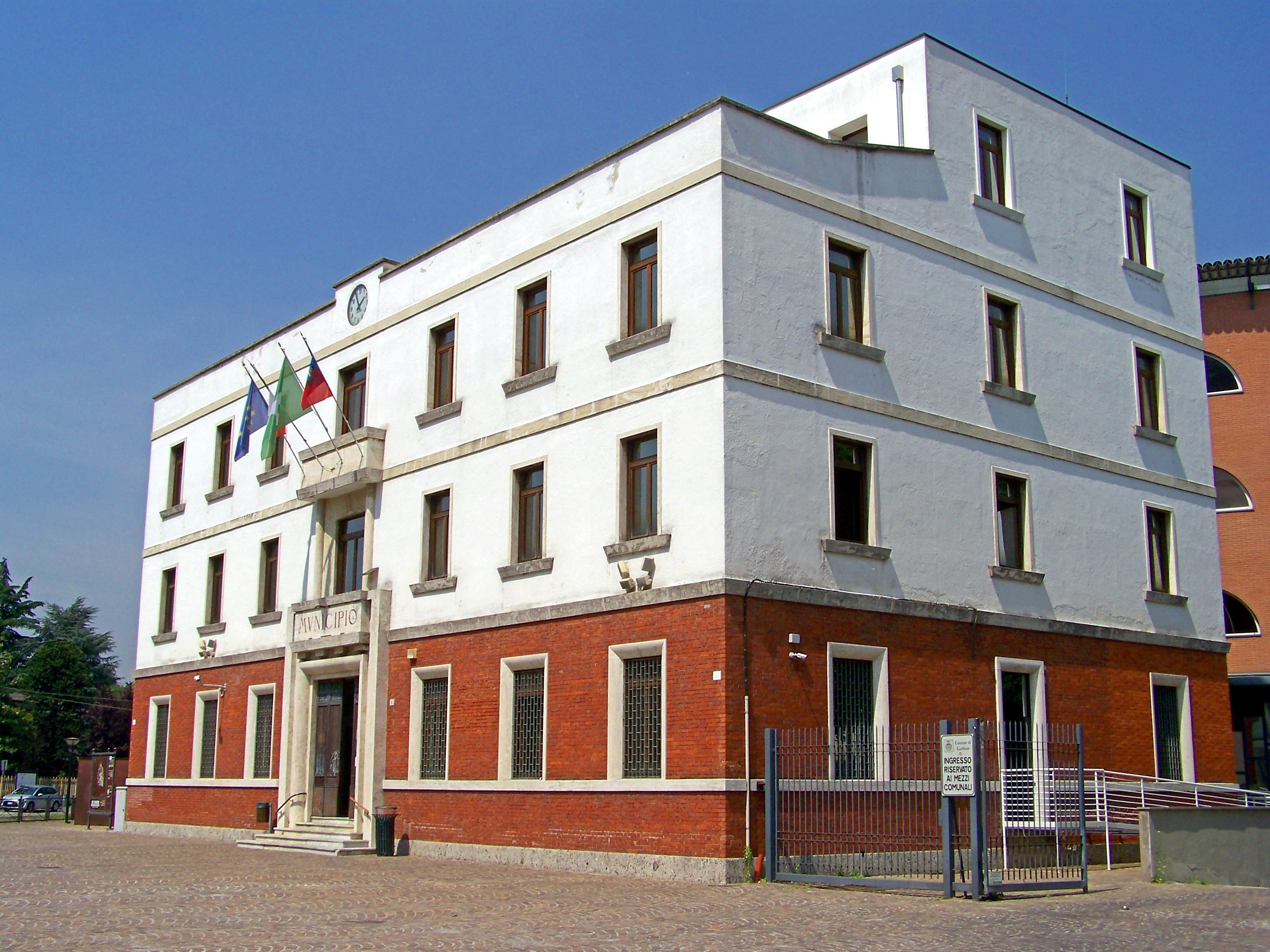
Radnice